# Die heilige Cäcilie oder die Gewalt der Musik
Die heilige Cäcilie oder die Gewalt der Musik (Eine Legende.) ist eine Erzählung von Heinrich von Kleist. Sie wurde zuerst in den Berliner Abendblättern vom 15. bis 17. November 1810 veröffentlicht, und zwar mit der Widmung „Zum Taufangebinde für Cäcilie M.“. Die Erzählung wurde verfasst als Patengeschenk für Cäcilie Müller, die älteste Tochter von Adam Müller. Deren Taufpaten waren neben Kleist unter anderen auch Achim von Arnim und Henriette Vogel. Eine erweiterte Fassung, jedoch ohne Widmung, erschien in Erzählungen, Band 2, 1811.

## Inhalt
Den historischen Hintergrund für die Erzählung bietet ein Bildersturm in den Niederlanden, bei dem radikale Calvinisten im August 1566 über 400 Kirchen verwüsteten.
Kleist beschreibt das Vorhaben von vier Brüdern aus Holland zur Zeit des reformatorischen Bildersturms, den Aachener Dom zu verwüsten. In der legendenhaften Erzählung wird ein Wunder, das sich im Aachener Dom im 16. Jahrhundert ereignete, beschrieben. Trotz Kenntnis des Vorhabens der Bilderstürmer feiern die Nonnen das Fronleichnamsfest im Dom. Die vier Brüder sind vom Gesang der Nonnen jedoch derart bezaubert, dass sie von ihrem Vorhaben ablassen. Als sich die Mutter der vier Brüder später bei der Äbtissin erkundigt, erfährt sie, dass Schwester Antonia, die Kantorin der Nonnen, zur Zeit des Gottesdienstes erkrankt und in ihrer Zelle war. Das Wunder besteht darin, dass die heilige Cäcilia, die Schutzpatronin der Kirchenmusik, anstelle der Kantorin den Gottesdienst geleitet habe.

## Werkausgaben
- Die heilige Cäcilie oder die Gewalt der Musik. (Eine Legende.). In: Erich Schmidt (Hrsg.): H. v. Kleists Werke. Kritisch durchgesehene und erläuterte Gesamtausgabe (= Ernst Elster [Hrsg.]: Meyers Klassiker-Ausgaben). Band 3. Bibliographisches Institut, Leipzig/Wien, DNB 560628935, S. 377–390 (14 S., Scan – Internet Archive [abgerufen am 4. Januar 2022] mit Anmerkungen des Herausgebers, S. 440; undatierte Ausgabe [vor 1913]).